# Navnit Dholakia, Baron Dholakia

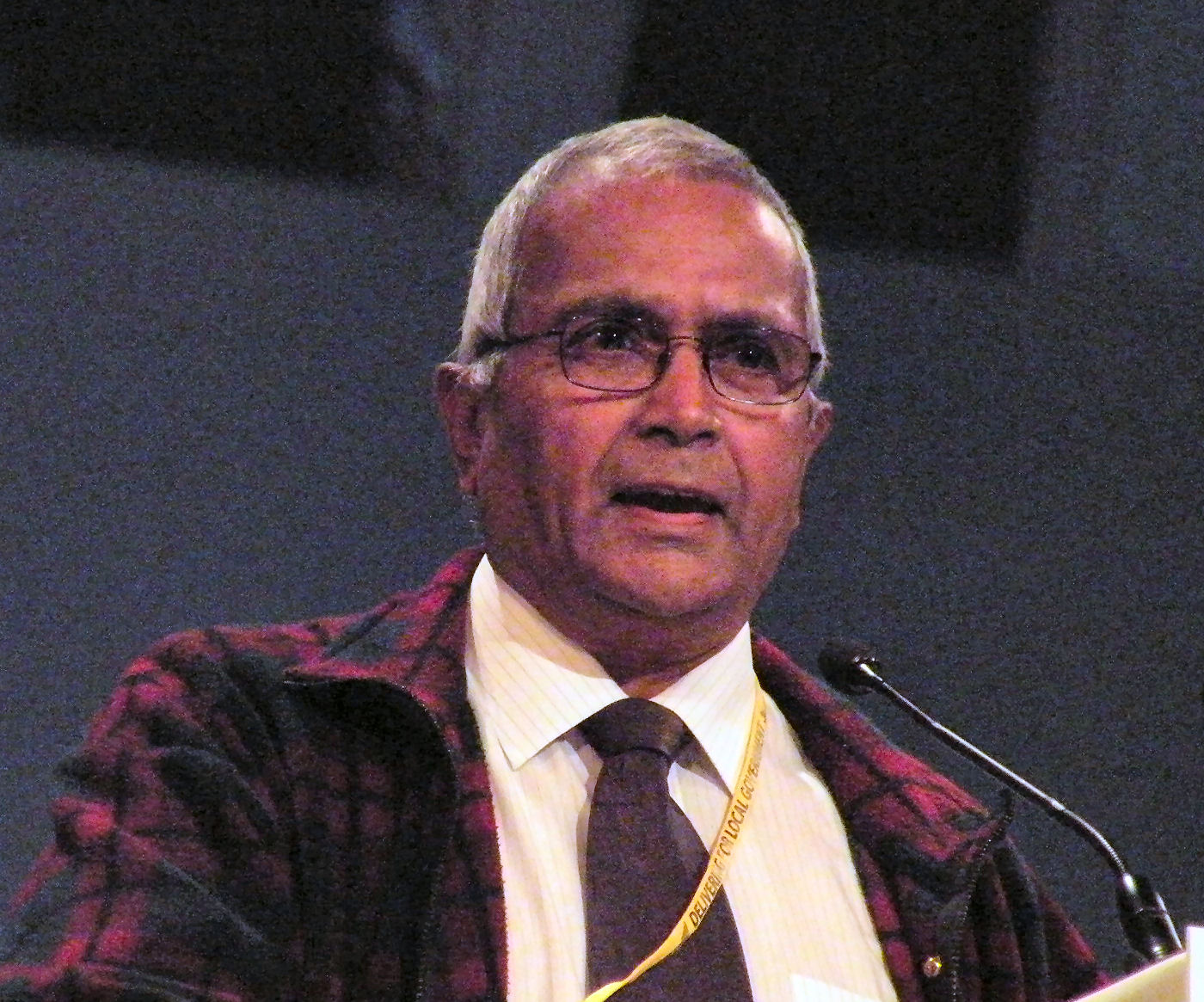
Lord Dholakia 2008

Navnit Dholakia, Baron Dholakia OBE PC (* 4. März 1937) ist ein britischer Politiker der Liberal Democrats. Er ist stellvertretender Parteivorsitzender und stellvertretender Fraktionsvorsitzender der Liberaldemokraten im House of Lords. Lord Dholakia ist einer der dienstältesten Politiker mit asiatischem Migrationshintergrund in Großbritannien.

## Ausbildung
Er wuchs in Indien und Tansania auf. Dholakia kam nach Großbritannien, um am Brighton College of Technology zu studieren. Seine erste Stelle war als Labortechniker am Southlands Hospital in Shoreham-by-Sea.

## Politische Karriere
Er trat in die  Liberal Party ein und wurde in den Stadtrat von Brighton gewählt, wo er von 1961 bis 1964 saß.
Ab 1976 arbeitete er mit in der Commission for Racial Equality und in Ausschüssen zur Untersuchung von Polizeivergehen und zur Strafvollzugsreform.
Dholakia wurde 1997 als Baron Dholakia, of Waltham Brooks in the County of West Sussex, zum Life Peer erhoben und sitzt seither für die Liberaldemokraten im House of Lords.
Er war von 1997 bis 2002 für die Liberal Democrats als Whip im Oberhaus, von 2002 bis 2004 war er Sprecher für Innenpolitik.
Ende 1999 wurde er als Präsident der Liberal Democrats gewählt und hatte diesen Posten von 2000 bis 2004 inne. Im November 2004 wurde er zweiter stellvertretender Fraktionsvorsitzender, im Jahre 2010 der stellvertretende Fraktionsvorsitzende.
Dholakia engagiert sich für verschiedene Wohltätigkeitsorganisationen unter anderem für Child In Need India (CINI UK).
1994 wurde er als Officer des Order of the British Empire (OBE) ausgezeichnet. 2000 wurde er zum Asiaten des Jahres ernannt und erhielt 2005 den Pride of India Award. 2009 wurde ihm ein Dr. h. c. der  University of Hertfordshire verliehen. Seit 1999 ist er Deputy Lieutenant (DL) in West Sussex.
Im Dezember 2010 wurde Dholakia Mitglied des Kronrates.

## Persönliches
Er ist seit 1967 mit Ann McLuskie verheiratet. Sie haben zwei Töchter und leben in West Sussex.